# Roestvleugelgors
De roestvleugelgors (Peucaea carpalis) is een vogelsoort uit de familie  Passerellidae (Amerikaanse gorzen) die voorkomt in het zuiden van de Verenigde Staten en Mexico.

## Verspreiding en leefgebied
De soort tel drie ondersoorten:
- P. c. carpalis: de zuidwestelijke Verenigde Staten en noordwestelijk Mexico.
- P. c. bangsi: van het noordelijke deel van Centraal-Sonora tot noordelijk Sinaloa.
- P. c. cohaerens: noordelijk en centraal Sinaloa.